# Прапор Кобеляків
Пра́пор Кобеля́ків затверджений 15 грудня 2000 року рішенням XXI сесії Кобеляцької міської ради XXIII скликання.
Автором проекту прапора є А. Ґречило.

## Опис
Квадратне полотнище, від древка на синій вертикальній смузі (завширшки в 1/3 сторони прапора) жовтий козацький хрест, над ним та під ним — по білій восьмипроменевій зірці; із вільного краю на жовтому тлі малинова літера «К».

## Значення
Сигль «К» фігурував на міських печатках із початку XVIII ст. Хрест на синьому полі підкреслює приналежність містечка до Полтавського козацького полку. Зірки означають стабільність і постійність.